# CreativeLive
CreativeLive é uma plataforma educacional de internet que transmite as lições por transmissão direta para auditório internacional. A empresa tem duas sedes em Seatle e São Francisco com quatro estúdios de realização próprios. Ao começar em 2010 milhões de estudantes têm visto mais de dois bilhões de minutos de programas do curso. Durante este tempo o número promédio de estudantes que participaram nas transmissões diretas sofreu flutuações de 20 000 a 60 000 pessoas, e no curso mais visitado havia 150 000 pessoas.

## Resumo
As lições de CreativeLive são transmitidas por transmissão direta de quatro estúdios de realização próprios. A particularidade principal de aproximação de CreativeLive até os estudos online é a interação através de classe de estudo virtual realizada com ajuda de auditório convidado que também aparece em frente à câmara fotográfica. Habitualmente no estúdio participam de 3 a 15 estudantes que fazem perguntas a professor durante curso de lição e atuam em qualidade de representantes dos espectadores que ficam na casa. A CreativeLive transmite as lições de vinte e quatro horas conforme cinco programas: foto e vídeo, arte e design, música e áudio, mestre e oficio, negócio e dinheiro. A plataforma mantém a sincronização autônoma. Também a aplicação para iPhone e iPad outorga a estudantes o acesso de cada dia. O diretor geral Chase Jarvis quando dava comentários no que diz respeito ao que tem inspirado a tal tipo de interação con usuários disse: “Em total o campo de educação é o mais grande no mundo, que ainda não colidiu com desestabilização real e as inovações significantes. Necessita as modificações, e o que vemos (e fazemos na CreativeLive e em outros sites) é apenas o começo”.
A CreativeLive usa o modelo gratuito de formação de preços: TTodas as lições transmitidas por transmissão direta são grtuitas, e antes as lições transmitidas eram transmitidas parcialmente gratuitas, logo foi possível adquiri-las para ver. As lições são dadas pela equipa de conductores de ar dos estúdios de CreativeLive em Seatle e São Francisco, entre estes incluindo John Kennedy O'Connor, Kenna Klosterman e Russ Andes.
A CreativeLive designou Mika Salmi de diretor geral em Outubro de 2012. Aos 14 de Abril de 2014 foi declarado que Jarvis substituiria sobre base regular o diretor geral anterior Salmi que ocupará o cargo no Conselho Administrativo de CreativeLive.
Entre estes professores também figuram Reid Hoffman, Tim Ferriss, Anne Geddes e Kelly Starrett.

## História
A empresa foi fundada pelo fotógrafo, realizador e artista Chase Jarvis e o empresário Craig Swanson em Seattle em 2010.
Em 2012 a CreativeLive arrecadou 8 milhões de dólares de títulos de série A por iniciativa de Greylock Ventures. As fontes adicionais de financiamento incluem Google Ventures, Creative Artists Agency, William Morris Endeavor e CrunchFund.
Em Novembro de 2013 a CreativeLive arrecadou 21.5 milhões de dólares dentro dos limites de financiamento por meio de emissão de títulos de série B por iniciativa de empreendimento arriscado Chamath Palihapitiya - The Social+Capital Partnership. Este círculo também é formado por Greylock Partners e outros. Naquele momento a empresa tinha mais de 2 milhões de usuários de mais de 200 países.
Em 2015 a CreativeLive realizou uma viagem em autocarro por muitas cidades, partiu de São Francisco e terminou em Seatle. Durante paradas pela rota, inclusive em Sacramento, Eugene, Portland e Olímpia, por transmissão direta foram transmitidas as presentações e o curso de estudo, e os que participavam pessoalmente podiam copiar os conhecimentos diretamente de professores. A medida era gratuita e reuniu 20 000 participantes..
O volume total de financiamento recebido de CreativeLive segundo estado em Maio de 2017 foi de 58,8 milhões de dólares.

### Photoshop Week
A CreativeLive organiza cada semana a Semana de photoshop durante o curso da que os peritos e profissionais no campo de software gráfico oferecem os programas de estudo para usuários de todos os níveis. Em 2013 150 000 estudantes de 178 países viram em totalidade 460 000 horas dos materiais de estudo durante semana de photoshop. Em 2015 a semana de photoshop era organizada dentro dos limites de celebração de 25 anos de programa Adobe Photoshop, durante 6 dias a CreativeLive tem oferecido 49 lições.